# Reggenza di Bombana
La reggenza di Bombana (in indonesiano: Kabupaten Bombana) è una reggenza dell'Indonesia, situata nella provincia di Sulawesi Sudorientale.